# Football aux Jeux des îles de l'océan Indien 2007
Navigation
Édition précédente Édition suivante
Le football aux Jeux des îles de l'océan Indien 2007 est une des 15 épreuves de Jeux des îles de l'océan Indien, se déroulant à Madagascar. L'épreuve se dispute du 10 au 18 août et voit, pour la troisième fois, La Réunion remporter la compétition. Tous les matches furent joués au Stade municipal de Mahamasina à Antananarivo.

## Phase de groupe

### Groupe A
| Rang | Équipe     | Pts | J | G | N | P | Bp | Bc | Diff |
| ---- | ---------- | --- | - | - | - | - | -- | -- | ---- |
| 1    | Maurice    | 3   | 2 | 1 | 0 | 1 | 3  | 1  | +2   |
| 2    | Mayotte    | 3   | 2 | 1 | 0 | 1 | 2  | 2  | 0    |
| 3    | Seychelles | 3   | 2 | 1 | 0 | 1 | 2  | 4  | -2   |

| 10 août 2007 | Seychelles                                | 2 - 1 | Mayotte                  | Stade municipal de Mahamasina, Antananarivo, Madagascar |  |
|              | Philip Zialor 18e · Godfrey Denis 27e (k) |       | Djardji Nadhoime 40e (k) |                                                         |  |

| 12 août 2007 | Maurice | 0 - 1 | Mayotte              | Stade municipal de Mahamasina, Antananarivo, Madagascar |
|              |         |       | Assani Houdhouna 55e |                                                         |

| 14 août 2007 | Maurice                                      | 3 - 0 | Seychelles | Stade municipal de Mahamasina, Antananarivo, Madagascar |
|              | Giovanni Jeannot 24e 64e · Kersley Appou 40e |       |            |                                                         |

### Groupe B
| Rang | Équipe     | Pts | J | G | N | P | Bp | Bc | Diff |
| ---- | ---------- | --- | - | - | - | - | -- | -- | ---- |
| 1    | Madagascar | 4   | 2 | 1 | 1 | 0 | 3  | 0  | +3   |
| 2    | La Réunion | 2   | 2 | 0 | 2 | 0 | 1  | 0  | +1   |
| 3    | Comores    | 1   | 2 | 1 | 1 | 1 | 1  | 4  | -3   |

| 10 août 2007 | Comores             | 1 - 1 | La Réunion      | Stade municipal de Mahamasina, Antananarivo, Madagascar |                     |
|              | Kassim Abdallah 35e |       | Sall Malick 52e | Spectateurs : 9 000                                     | Spectateurs : 9 000 |

| 12 août 2007 | Madagascar | 0 - 0 | La Réunion | Stade municipal de Mahamasina, Antananarivo, Madagascar |  |
|              |            |       |            |                                                         |  |

| 14 août 2007 | Madagascar                                       | 3 - 0 | Comores | Stade municipal de Mahamasina, Antananarivo, Madagascar |
|              | Paulin Voavy 70e 89e · Claudio Ramiadamanana 90e |       |         |                                                         |

## Tour final

### Demi-finales
| 16 août 2007 | Maurice | 0 - 1 ap | La Réunion     | Stade municipal de Mahamasina, Antananarivo (Madagascar) |
|              |         |          | Eric Farro 96e |                                                          |

| 16 août 2007 | Madagascar                                                           | 4 - 0 | Mayotte | Stade municipal de Mahamasina, Antananarivo (Madagascar) |
|              | Claudio Ramiadamanana 13e · Paulin Voavy 61e 85e · Mario Miradji 65e |       |         |                                                          |

### Match pour la3eplace
| 18 août 2007 | Maurice           | 1 - 1 | Mayotte          | Stade municipal de Mahamasina, Antananarivo (Madagascar) |                            |
|              | Andy Sophie 101e  |       | Abdou Rafion 96e | Arbitrage : Didier Ringuin                               | Arbitrage : Didier Ringuin |
|              | Tirs au but 2 - 4 |       |                  | Arbitrage : Didier Ringuin                               | Arbitrage : Didier Ringuin |

### Finale
| 18 août 2007 | La Réunion        | 0 - 0 | Madagascar | Stade municipal de Mahamasina, Antananarivo (Madagascar) |                                                     |
| |                   | (0 – 0) |            | Spectateurs : 40 000 Arbitrage : Louis Eddy Simisse      | Spectateurs : 40 000 Arbitrage : Louis Eddy Simisse |
| | Tirs au but 7 - 6 | |            | Spectateurs : 40 000 Arbitrage : Louis Eddy Simisse      | Spectateurs : 40 000 Arbitrage : Louis Eddy Simisse |
| Thierry Gorée - Johan Lionel, Jean-Noël Ajorque (c), Gaël Payet(Thierry Kaïmandio 63e ,(Gabriel Pigrée 82e ), William Mounoussamy - Djamil Gangate, Johan Elcaman, Gérard Hubert - Eric Farro, Nicolas Hoarau(Michel Fontaine 53e ) - Malick Sall · Entraîneur : Noël Vidot. | Équipes           | Jean-Chrysostome Raharison - Sedera Randriamparany, Mamisoa Razafindrakoto (c), Mamy Randrianarisoa, Jimmy Radafison - Dimitri Carlos Zozimar(Razakanantenaina 107e ), Abdou Hassman(Mario Miradji 83e ), Julien Rakotondrabe(Dimby Rabeariniala 108e ), Lalaina Nomenjanahary - Claudio Ramiadamanana, Paulin Vaoavy · Entraîneur : Hervé Arsène. |            | Spectateurs : 40 000 Arbitrage : Louis Eddy Simisse      | Spectateurs : 40 000 Arbitrage : Louis Eddy Simisse |

## Meilleurs buteurs
| Noms | Noms                  | Buts |
| ---- | --------------------- | ---- |
| 1.   | Paulin Voavy          | 4    |
| 2.   | Claudio Ramiadamanana | 2    |
|      | Giovanni Jeannot      | 2    |

## Source
- (en) Karel Stokkermans, « Jeux des Iles de l'Océan Indien », sur rsssf.com, 25 août 2011 (consulté le 16 décembre 2013)

- Cet article est partiellement ou en totalité issu de l'article intitulé « Jeux des îles de l'océan Indien 2007 » (voir la liste des auteurs).